# 파라과이 U-20 축구 국가대표팀
파라과이 U-20 축구 국가대표팀(스페인어: selección de fútbol sub-20 de Paraguay)은 해당 연령대의 국제 축구에서 파라과이를 대표하는 축구 국가대표팀이며, 파라과이의 축구 관리 기관인 파라과이 축구 협회의 관리를 받는다.
2001년 FIFA 세계 청소년 축구 선수권 대회에서 4위를 차지했다.